# Günther Förg
 (septembre 2021).
Si vous disposez d'ouvrages ou d'articles de référence ou si vous connaissez des sites web de qualité traitant du thème abordé ici, merci de compléter l'article en donnant les références utiles à sa vérifiabilité et en les liant à la section « Notes et références ».
Günther Förg, né le 5 décembre 1952 à Füssen (Bavière, Allemagne) et mort le 5 décembre 2013 à Colombier (canton de Neuchâtel, Suisse),, est un peintre, photographe et sculpteur allemand.
Il a vécu et travaillé à Areuse (Suisse), à partir de 1999, et fut professeur à l'académie des beaux-arts de Munich.

## Biographie
Né en 1952 à Füssen en Allemagne, Günther Förg fait ses études à l'académie des beaux-arts de Munich de 1973 à 1979. Il rencontre très jeune un succès international, exposant dans le monde entier à partir de 1973.
Förg mène, par le moyen de la peinture et de la photographie, une réflexion sur la modernité et les signes par lesquels elle se manifeste. Ses photographies d’architecture de l’époque du Bauhaus interrogent les paramètres du moderne confronté à l’usure du temps. Ses peintures abstraites reprennent fréquemment les signes des grands peintres abstraits américains des années 1950-1960 (Barnett Newman, Clifford Still, Willem de Kooning) qu’il interprète librement.
Il peint également des sortes de grilles qui sont des impressions de nature. C’est ce thème qu’il a choisi pour l’affiche qu’il a réalisée pour Roland-Garros, parce qu’il pouvait évoquer le filet du tennis ou le maillage de la raquette.
Förg a exposé notamment au musée d'Art moderne de la ville de Paris, en 1991, et au musée national centre d'art Reina Sofía de Madrid, en 1999. Ses œuvres figurent dans les collections des principaux musées du monde.

## Expositions personnelles

### Années 1970-1980
- 1974-1976
  - 6 graue Bilder, Klasse K.F. Dahmen, Akademie der bildenden Künste, Munich
- 1977-1978
  - Bilder, Akademie der bildenden Künsten, Munich
- 1980
  - Galerie Rüdiger Schöttle, Munich
- 1981
  - Galerie van Krimpen, Amsterdam
- 1982
  - Galerie Achim Kubinski, Stuttgart
  - Büro Orange, Munich (avec Wolfgang Flatz)
- 1983
  - Galerie Ursula Schurr, Stuttgart
- 1984
  - Galerie Max Hetzler, Cologne
  - Ausstellungsraum Fettstrasse, 7 a, Hamburg
  - Kunstraum Munich, Munich
  - Galerie van Krimpen, Amsterdam
  - Galerie Tanja Grunert, Stuttgart
- 1985
  - Galerie Erhard Klein, Bonn
  - Galerie Heinrich Ehrhardt, Francfort
  - Galerie Max Hetzler, Cologne, CCD Galerie, Düsseldorf
  - Galerie Micheline Szwajcer, Anvers
  - Das Auge hörf, Austellungsraum Tekeningen - Galerie van Krimpen, Amsterdam
  - Galerie Annette Gmeiner, Kirchzarten (avec Ika Huber)
  - Stedelijk Museum, Amsterdam (avec Jeff Wall)
- 1986
  - Kunsthalle, Berne,
  - Galerie Borgmann-Capitain, Cologne
  - Westfälischer Kunstverein, Münster
  - Galerie Vera Munro, Hambourg,
  - Galerie Grässlin-Ehrhardt, Francfort
  - Galerie Achim-Kubinski, Stuttgart
  - Galerie Max Hetzler, Cologne,
  - Galerie Peter Pakesch, Vienne
  - La Monnaie, Bruxelles,
  - Galerie Roger Pailhas, Marseille
- 1987
  - Galerie van Krimpen, Amsterdam
  - Museum Haus Lange, Krefeld
  - Galerie Reinhard Onnasch, Berlin
  - Maison de la culture et de la communication, Saint-Étienne
  - Kunst in Auditorium, Munich
  - La Criée, Rennes
  - Galerie Crousel-Robelin/Bama, Paris
  - Galerie Christophe Dürr
  - Maximilian Verlag Sabine Kunst, Munich
- 1988
  - Galleria Mario Pieroni, Roma
  - Luhring, Augustine & Hodes Gallery, New York
  - Galerie Max Hetzler, Cologne
  - Anders Tornberg Gallery, Lund
  - Flanders Gaphics, Minneapolis
  - Gemeentemuseum, La Haye
  - Karsten Schubert, Londres
  - Galerie Pierre Huber, Gand
  - Renaissance Society Gallery at the University of Chicago
- 1989
  - Galerie van Krimpen, Amsterdam
  - Newport Harbor Air Museum, Newport Beach
  - Museum of modern Art, San Francisco
  - Milwaukee Art Museum, Milwaukee
  - Galerie Gisela Capitain, Cologne
  - Castello di Rivoli, Turin
  - Galerie Rüdiger Schöttle, Munich
  - Günther Förg: the complete editions, Musée Boymans van Beuningen, Rotterdam
  - Neue Galerie am Landesmuseum Joanneum, Graz

### Années 1990
- 1990
  - Günther Förg: stations of the cross, Galerie Max Hetzler, Cologne
  - Renaissance Society Gallery at the University of Chicago
  - Monotypes, Museum van Hedendaagse Kunst, Gand
  - Galerie et éditions Artelier, Graz
  - Galerie Friedrich, Berne (avec Alexander Schliefen)
  - Galerie Peter Pakesch, Vienne
  - Luhring Augustine Gallery, New York
  - Galerie Max Hetzler, Cologne
  - The Chinati Foundation, Marfa
  - Maximilian Verlag Sabine Kunst, Munich
  - Editions Sylvester, New York
  - Museum Fridericianum, Kassel
  - Museum van Hedendaagse Kunst, Gand
  - Museum der bildenden Künste, Leipzig
  - Kunsthalle, Tübingen
  - Luhring, Augustine and Hetzler Gallery, Santa Monica
  - Mario Diacono Gallery, Boston
  - Secession, Vienne
- 1991
  - Galleria Christian Stein, Milan
  - Galleria Christian Stein, Turin
  - Galerie Lendl, Graz
  - Galerie Gisela Capitain, Cologne
  - Galerie Ursula Schürr, Stuttgart
  - Galerie Friedrich, Berne (avec Ika Huber)
  - Museum of Contemporary Art, Tokyo
  - Gallery Yamaguchi, Osaka
  - Galerie Grässlin-Ehrhardt, Francfort
  - Jänner Galerie, Vienne
  - Galerie Rüdiger Schötte, Paris
  - Galerie Crousel/Bama, Paris
  - Musée d’art moderne de la ville de Paris
  - Anders Tornberg Gallery, Lund
  - Lorence Monk Gallery, New York
  - Galerie Urmel, Gand
  - Galerie Art & Project, Rotterdam
- 1992
  - Maximilian Verlag Sabine Kunst, Munich
    - Galerie Schöttle, Munich

  - Kunstverein, Munich
  - Hine Editions/Limestone press, San Francisco
  - Galerie Artelier, Francfort
  - Galerie Art & Project, Amsterdam
  - The Power Plant, Ontario
  - Davis/MacClain Gallery, Houston
  - Galerie Vera Munro, Hambourg
  - Galerie Fahnemann, Berlin
  - Dallas Museum of Art, Dallas
  - Horovitz Gallery, East Hampton
  - Galerie Grässlin, Francfort
  - Galerie Meyer, Karlsrühe
  - Galerie Lendl, Graz
  - Hyde Gallery, Dublin
  - Cubbitt Street Gallery, Londres
- 1993
  - Musée cantonal des beaux-arts, Sion
  - Galerie Anhava, Helsinki
  - Galerie Friedrich, Berne
  - Galerie Ungers, Cologne (avec Richard Serra)
  - Galerie Grässlin, Francfort
  - Luhring Augustine Gallery, New York
  - Galerie Fahnemann, Berlin (avec Imi Knoebel)
  - Link, the Contemporary Art Company, La Haye
  - Editions Sylvester, New York
  - BDA im Werkbund, Francfort
  - Galerie der Stadt, Stuttgart
  - Galerie Schöttle, Munich
- 1994
  - Kunstverein, Bruchsal
  - Kunstmuseum, Bonn
  - Galerie Schenk, Cologne
  - Sonderjyllands Kunstmuseum, Tonder
  - Galerie Andersen, Copenhague
  - Galerie Grässlin, Francfort
  - Kunst Station St Peter, Cologne
  - Kunsthalle, Winterthur
  - Gesellschaft für Gegenwartskunst, Augsburg
  - Boggaleriet, Odense
  - Maximilian Verlag Sabine Kunst, Munich
  - Erker Galerie, Saint Gall
  - Galerie Johnen und Schöttle, Cologne
  - Galerie Tanja Grunert, Cologne
  - Achenbach, Düsseldorf
- 1995
  - Kunstverein, Aalen
  - Galerie Vera Munro, Hambourg
  - Daniel Fusban Kunsthaendel, Munich
  - Stedelijk Museum, Amsterdam
  - Dewer Art Gallery, Otegem
  - Galerie Hetzler, Berlin
  - Lia Rumma, Naples
  - Luhring Augustine Gallery, New York
  - Galerie Andersen, Copenhague
  - Galerie Meyer, Karlsruhe
  - Kunstverein, Hanovre
- 1996
  - Deutsche Bank Luxembourg
  - Galerie Gisela Capitain, Cologne
  - Galerie Lelong, Zürich
  - Galerie Bärbel Grässlin, Francfort
  - Musée Ludwig, Cologne
- 1997
  - Haus für konstruktive und konkrete Kunst, Zürich
  - Mikael Andersen Gallery, Copenhague
  - Galerie Vera Munro, Hambourg
  - Galerie Max Hetzler, Berlin
  - Galerie Almut Gerber, Cologne
  - Galerie Lelong, Paris
  - Galerie der Stadt,Wels
  - Galerie Erker, St Gallen
- 1998
  - Atelier del Bosco di Villa Medici, Rome
  - Ursula Blickle Stiftung, Kraichtal
  - Galerie Rüdiger Schöttle, Munich
  - Stadtgalerie Sundern, Sunder
  - Galerie Bärbel Grässlin, Francfort
  - Galerie Heinrich Ehrhardt, Madrid
  - Bawag Foundation, Vienne
  - Städtisches Museum Abteiberg, Mönchengladbach
  - Museo Nacional Centro Reina Sofia, Madrid
  - IVAM, Centro del Carme, Valence
- 1999
  - Galerie Lelong, Zürich
  - Obalne Galerije, Piran, Slovénie
  - A+A Galleria d’arte, Venise
  - L’atelier Soardi, Nice
  - Arken Museum for Moderne Kunst, Ishoj, Copenhague

### Années 2000
- 2000

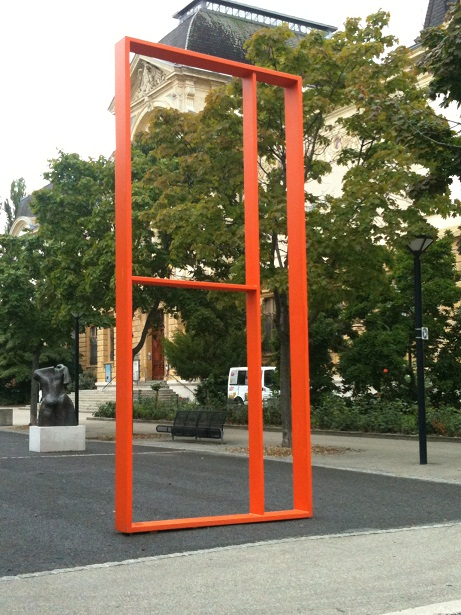
L'Horrible (2007), Neuchâtel.

  - Galerie Mikael Andersen, Copenhage
  - Galerie Forsblom, Helsinki
  - Innere Ruhe hat sich nicht eingestellt Galerie Vera Munro, Hambourg
  - Günther Förg – Aquarelle Maximilianverlag Sabine Knust, Munich
  - Galerie Bärbel Grässlin, Frankfurt/Main
  - Günther Förg - Sammlung Deutsche Bank, Deutsche Bank & Solomon R. Guggenheim Foundation, Deutsche Guggenheim, Berlin
  - Galerie Gerhard Hofland, Haarlem
  - Luhring Augustine Gallery, New York
  - Günther Förg - 14 Photographien Architektur Konstantin Melnikov Sammlung Essl, Klosterneuburg, Vienne
  - La petite synagogue, Erfurt
- 2001
  - Galerie Lelong, Zürich
  - Standormi un giorno solo a la fenestra..., Galerie Lelong, Paris
  - Zurück zur Sache, zum Bau (Fotografie), Espace d'art contemporain, Porrentruy, Suisse
  - Galerie Heinrich Ehrhardt, Madrid
  - Zurück zur Sache, zum Bau (Fotografie), House of Art, Budweis, Tchécoslovaquie
  - Erker Suite, Juli 200, Erker Galerie, St. Gallen
  - Jan Dibbets - Fenster, Günther Förg – Skulpturen, Galerie Bärbel Grässlin, Francfort
  - Kunsthaus Bregenz, Bregenz
  - Günther Förg Artist's House Jerusalem, Israël
  - Galleria Salvatore & Caroline Ala, Mailand
  - Galerie Max Hetzler, Berlin
  - Galerie Clemens Fahnemann, Berlin
  - Kunstverein Heilbronn
  - Galerie Gisela Capitain
  - Galerie Max Hetzler, Berlin
  - Galerie Mikael Andersen, Kopenhagen
  - Architektur im Exil, Galerie Sabine Knust, Munich
  - Kunstverein Heilbronn
- 2002
  - For Forg on the occasion of his 50t birthday, Galerie Gisela Capitain, Cologne
  - Galeria Salvatore + Carolina Ala, Milan
  - Galerie Vera Munro, Hambourg
  - Galerie Bärbel Grässlin, Francfort
  - Galerie Lelong, Zürich
  - Galerie Sabine Knust – Maximilian Verlang, Munich
  - Galerie Wolfgang Exner, Vienne
- 2003
  - Gemeentemuseum Den Haag, Den Haag
  - Galerie Christine Mayer, Munich
  - Streifzüge, Galerie Lelong, Zürich
- 2004
  - Kunsthalle Recklinghausen
  - Gunther Förg : Arbeiten auf Papier 1987-2003, Kunstkabinnet, Regensburg
- 2005
  - Recent Paintings, Galerie Max Hetzler, Berlin
  - Galeria Heinrich Ehrhardt, Madrid
- 2006
  - Tenniseum, Le Musée de Roland-Garros - Fédération française de tennis, Paris
- 2007
  - Galerie Lelong, Paris
  - Trames et grilles, Château Lynch-Bâges, Pauillac
  - Hôtel des Arts, Toulon[3]
- 2008
  - Back and Forth, ESSL Museum, Vienne
- 2009
  - Galerie Lelong, Zürich, Suisse
  - Galeria Carles Tachè, Barcelona, Espagne
  - Oktober am Fenster, Galerie Max Hetzler, Berlin
  - Galerie Onrust, Amsterdam, Pays-Bas

### Années 2010
- 2010
  - Günther Förg, Fondation Beyeler, Bâle
- 2011
  - Galerie Lelong, Paris
  - IG-Farben-Haus (cat.), Galerie Bärbel Grässlin, Francfort
  - 1987-2011 (cat.), Galerie Max Hetzler, Berlin
- 2012
  - Greene Naftali Gallery, New York, USA
  - Moskau 1982/98, Schönewald Fine Arts, Düsseldorf
  - Works from the Collection, Sammlung Grässlin, St. Georgen
  - Forms in Change, Lelong Zürich, Zurich
  - Galerie Heinrich Ehrhardt, Madrid, Espagne
  - Closer, Gio Marconi, Milan, Italie
- 2013
  - The Double Dream of Spring, Deweer Gallery, Otegem
  - Pastels et Aquarelles 2001-2008, Galerie Lelong, Paris
- 2014
  - Works on paper, Galerie Max Hetzler, Berlin
- 2015
  - The Large Drawings, Galerie Lelong,Paris
  - To London! A Selection of Paintings, Almine Rech Gallery, Savile Row, Londres
- 2017
  - Bronzes et papiers Galerie Lelong, Paris